# 桑迪亚塔·盖恩斯
桑蒂埃塔·盖恩斯（英語：Sundiata Gaines，1986年4月18日—），美国NBA联盟前职业篮球运动员。